# David August
Ne doit pas être confondu avec David August Brauns.
David August (né le 7 juillet 1990 à Hambourg) est un compositeur, producteur, ingénieur du son, DJ et pianiste de formation classique italo-allemand. August compte trois albums studio et plusieurs EP depuis 2010.
2018 voit la sortie de l'album DCXXXIX A.C., et marque ses débuts sur son nouveau label 99CHANTS, suivi la même année par D'Angelo, publié sur PIAS. August a collaboré avec le Deutsches Symphonie-Orchester Berlin, avec le Coro Polifonico Cittá Del Palestrina et avec d'autres musiciens, dont Cansu Tanrikulu, Sushma Soma et Anastasia Markopoulou. Il est le fils du pianiste allemand Ralf Nattkemper.

## Biographie

### 2006–2014
En 2006, August vient à la musique électronique (EDM) par l'intermédiaire d'un ami d'école, avec lequel il partage ses premières expériences de DJ et réalise finalement ses premières productions musicales. Entre 2008 et 2014, son approche musicale était principalement orientée club, inspirée par la scène locale de Hambourg.
En 2009, August devient résident du club EGO de Hambourg. La résidence dans cet espace de 300 places dédié à un large éventail de DJ mensuels marqe une période importante pour le début de la carrière d'August,. Peu après, en 2010, August sort son Instant Harmony EP, qui consiste en une approche théâtrale et mélodique de la scène club. Plusieurs EP suivent, ainsi que des remixes, des œuvres officielles et non officielles,.
En 2013, David August sort son premier album Times, une première exploration de l'écriture électronique avec une instrumentation acoustique et électronique et un éloignement des concerts traditionnels de DJ. Avec Times, David adopte une approche différente des spectacles et présente pour la première fois sa propre musique dans l'environnement d'un club avec un set live,,,. Au cours de ces années plus exploratoires, il réalise de nombreux remixes officiels pour des artistes comme Max Cooper (2014), Stimming (2014), Kollektiv Turmstrasse (2014) et The Acid (2015). En 2014, il publie Epikur, son premier EP, sur le label berlinois Innervisions.
Un tournant majeur dans la carrière d'August est son passage à la Boiler Room en 2014, où il ne joue que des œuvres non officielles - une signature des performances live de David depuis,. Plusieurs apparitions dans des pôles annuels suivent, y compris le « quatrième meilleur live de l'année dans le sondage annuel de Resident Advisor »,.

### 2015–2017
En 2015, August poursuit son exploration avec le set de la session Resident Advisor, où il présente un morceau improvisé basé sur une interview d'Alfred Hitchcock et sa « Definition of Happiness ». La même année, une rencontre a lieu avec la chanteuse et harpiste grecque Sissi Rada, qui vit à Berlin, et la collaboration sur la chanson Patria est publiée. En 2015, Sissi Rada a fait partie d'un nouveau projet live « David August and Ensemble » avec Max Trieder à la guitare et Marcel Braun à la batterie. S'ensuit une tournée européenne avec des représentations à la Volksbühne, Melkweg, Le Divan du monde et d'autres,.
En 2016, August fait ses débuts avec le  Deutsches Symphonie-Orchester Berlin, un orchestre symphonique classique de 50 musiciens, dans le cadre d'un projet de coopération et d'une performance diffusée en direct, X-Poème Symphonique. C'est l'un des premiers pas d'August vers un dialogue entre la musique classique et la musique électronique. David rencontre Mark Wyand, qui jouait du saxophone dans l'orchestre, et qui devient finalement un collaborateur pour d'autres performances live à l'Elbphilharmonie et des enregistrements studio de The Life of Merisi et Dorian Space.
La même année (2016), August sort deux EP : J.B.Y./Ouvert et The Spell sur le sous-label Counter Records de Ninja Tune, qui marquent une nouvelle dévotion au design sonore et aux différentes structures rythmiques,,. Il s'ensuit une tournée d'été sur le continent européen pour promouvoir ces deux EP, y compris une session live pour la série de showcases See.Hear.Now de la Red Bull Music Academy, où il interprète des reprises live de son catalogue Counter,,.

### 2018–2020
En mars 2018, August sort son deuxième album DCXXXIX A.C., accompagné d'une vidéo d'une heure tournée par August à Palestrina, le lieu de naissance de sa mère. Avec la création de son propre label de disques 99CHANTS, DCXXXIX A.C. marque un tournant dans l'esthétique et le concept. Au cœur de l'ambient et du drone, August explore le travail visuel et sonore tout en aspirant à une forme d'expression tridimensionnelle. Dans une interview accordée à XLR8R, il déclare : « La pièce dure 60 minutes et contient 24 pistes que je vois toutes reliées entre elles et formant un long souffle. Tout comme mes dernières œuvres sont inspirées par mes origines italiennes, cet album l'est également. Je remonte le temps et me retrouve entouré par la nature et l'esprit ancien d'une petite ville au centre de l'Italie - image et son à une époque et un lieu inconnus ».
En septembre 2018, August donne un concert à guichets fermés à l'Elbphilharmonie de Hambourg, sa ville natale. En octobre de la même année, August sort son troisième album, D'Angelo, sur PIAS,. Les sessions d'écriture commencent en 2016 à Florence et s'achèvent deux ans plus tard à Berlin. August coopère avec le Coro Polifonico Città del Palestrina (le chœur de sa seconde patrie), qui apparaît sur chaque piste de l'album[43] Comme pour son prédécesseur DCXXXIX A.C., D'Angelo est consacré aux origines d'August, inspirées par les artistes italiens au fil des siècles. Le peintre baroque Caravaggio et le compositeur de la Renaissance Giovanni Pierluigi da Palestrina sont les inspirations les plus significatives. August mentionne également Fellini, Dante, Battisti et De André comme sources d'inspiration.
L'album montre une variété de directions musicales, d'influences post-rock, ambient et club, et combine constamment une esthétique cinématographique et une composition expérimentale,,. JS Aurelius, membre d'Ascetic House, contribue au design du disque, comme précédemment pour DCXXXIX A.C.. Pour promouvoir l'album, August se lance dans une tournée mondiale de 85 jours. Gigi Masin, Paquita Gordon, Louis Sterling et Neonlichter ont soutenu la tournée en Europe et aux États-Unis.
Durant l'été 2019, August diffuse The Life of Merisi au Melt! Festival via Arte Concerts, une collaboration avec l'artiste et peintre argentin Francisco Bosoletti.
Début 2020, August publie Reminiscence of a Jewel, le sixième « chant » sur son empreinte 99CHANTS. En septembre 2020, 99CHANTS publie la composition de Bunita Marcus de 1985, Lecture for Jo Kondo. La composition originale est accompagnée d'une nouvelle composition de 20 minutes d'August, caractérisée par un processus de « déconstruction » basé sur un design sonore expérimental et un contrepoint moderne, et divisée en 5 chapitres. Il s'agit également de la première tentative d'August d'accompagner sa musique d'une partition visuelle.

### Depuis 2021
En 2021, August est le curateur d'une résidence de 12 mois à Radio Alhara, basée dans les territoires autonomes palestiniens, et invite des personnes telles que Suzanne Ciani, Donato Dozzy, KMRU, SSIEGE, Marta de Pascalis et plus.
En 2022, August participe, via son label, à la sortie d'Aurōra, un instrument à panneaux solaires et objet de design pour synthétiseurs modulaires. À la fin de l'année, il publie la compilation à but non lucratif Imaginary Landscapes.

## Discographie

### Albums studio
- 2013 : Times
- 2018 : DCXXXIX A.C.
- 2018 : D'Angelo

### EP
- 2010 : Instant Harmony EP
- 2014 : Epikur EP
- 2014 : Diynamic Revisited
- 2015 : Patria feat. Sissi Rada
- 2016 : J.B.Y./Ouvert
- 2016 : The Spell/A Golden Rush
- 2020 : Reminiscence of a Jewel

### Mixes
- 2014 : Innervisions #50
- 2017 : NTS Radio
- 2019 : No Fun Radio w/Neonlichter
- 2019 : The Lot Radio
- 2019 : Worldwide FM
- 2020 : Tomorrow Is Forever I
- 2020 : Tomorrow Is Forever II
- 2020 : Tomorrow Is Forever III
- 2021 : Tomorrow Is Forever x Radio Alhara
- 2022 : Refuge Worldwide

### Remixes et edits
- 2013 : Rebekah Del Rio – Llorando (David August Remix) – non-officiel
- 2013 : Grizzly Bear – Yet Again (David August Reconstruction) – non-officiel
- 2013 : Syl Johnson – Is It Because I am Black (David August Edit) – non-officiel
- 2014 : Kollektiv Turmstrasse – Last Day (David August Revision)
- 2014 : Stimming – Der Schmelz (David August Revision)
- 2014 : Max Cooper – Origins (David August Remix)
- 2015 : The Acid – RA (David August Remix)
- 2016 : Hamlet Gonashvili – Orovela (David August Edit) – non-officiel
- 2016 : Nina Simone – Black Is The Color of My True Love's Hair (David August Edit) – non-officiel
- 2016 : Ashford and Simpson – Don't Cost You Nothing (David August Edit) – non-officiel
- 2017 : Leonard Cohen – You Want It Darker (David August Remix)
- 2018 : Pino Daniele – My Way (David August Remix) – non-officiel
- 2018 : Giovanni Pierluigi da Palestrina - Missa Papae Marcelli (David August Reconstruction) – non-officiel
- 2018 : Frescobaldi – Toccata Seconda (David August Deconstruction) – non-officiel
- 2019 : Pino Daniele – I Know My Way (David August Edit) — non-officiel
- 2020 : Bunita Marcus – Lecture for Jo Kondo (David August Deconstruction)